# Rushcliffe
Rushcliffe is een Engels district in het shire-graafschap (non-metropolitan county OF county) Nottinghamshire en telt 118.000 inwoners. De oppervlakte bedraagt 409 km².
Van de bevolking is 16,2% ouder dan 65 jaar. De werkloosheid bedraagt 2,2% van de beroepsbevolking (cijfers volkstelling 2001).

## Plaatsen in district Rushcliffe
- West Bridgford

## Civil parishesin district Rushcliffe
Aslockton, Barton in Fabis, Bingham, Bradmore, Bunny, Car Colston, Clipston, Colston Bassett, Costock, Cotgrave, Cropwell Bishop, Cropwell Butler, East Bridgford, East Leake, Elton-on-the-Hill, Flawborough, Flintham, Gamston, Gotham, Granby, Hawksworth, Hickling, Holme Pierrepont, Keyworth, Kingston on Soar, Kinoulton, Kneeton, Langar cum Barnstone, Normanton on Soar, Normanton on the Wolds, Orston, Owthorpe, Plumtree, Radcliffe on Trent, Ratcliffe on Soar, Rempstone, Ruddington, Saxondale, Scarrington, Screveton, Shelford and Newton, Shelton, Sibthorpe, Stanford on Soar, Stanton on the Wolds, Sutton Bonington, Thoroton, Thorpe in the Glebe, Thrumpton, Tithby, Tollerton, Upper Broughton, West Leake, Whatton-in-the-Vale, Widmerpool, Willoughby on the Wolds, Wiverton Hall, Wysall.